# Cody Kasch
Cody Kasch (Camarillo, Califórnia, 21 de agosto de 1987) é um ator americano. Conhecido pelo personagem Zach Young na série de televisão Desperate Housewives.